# Волошник Маршалла
Волошник Маршалла (Psephellus marschallianus; волошка Маршалла як Centaurea marschalliana) — вид рослин з родини Айстрові (Asteraceae). 

## Опис

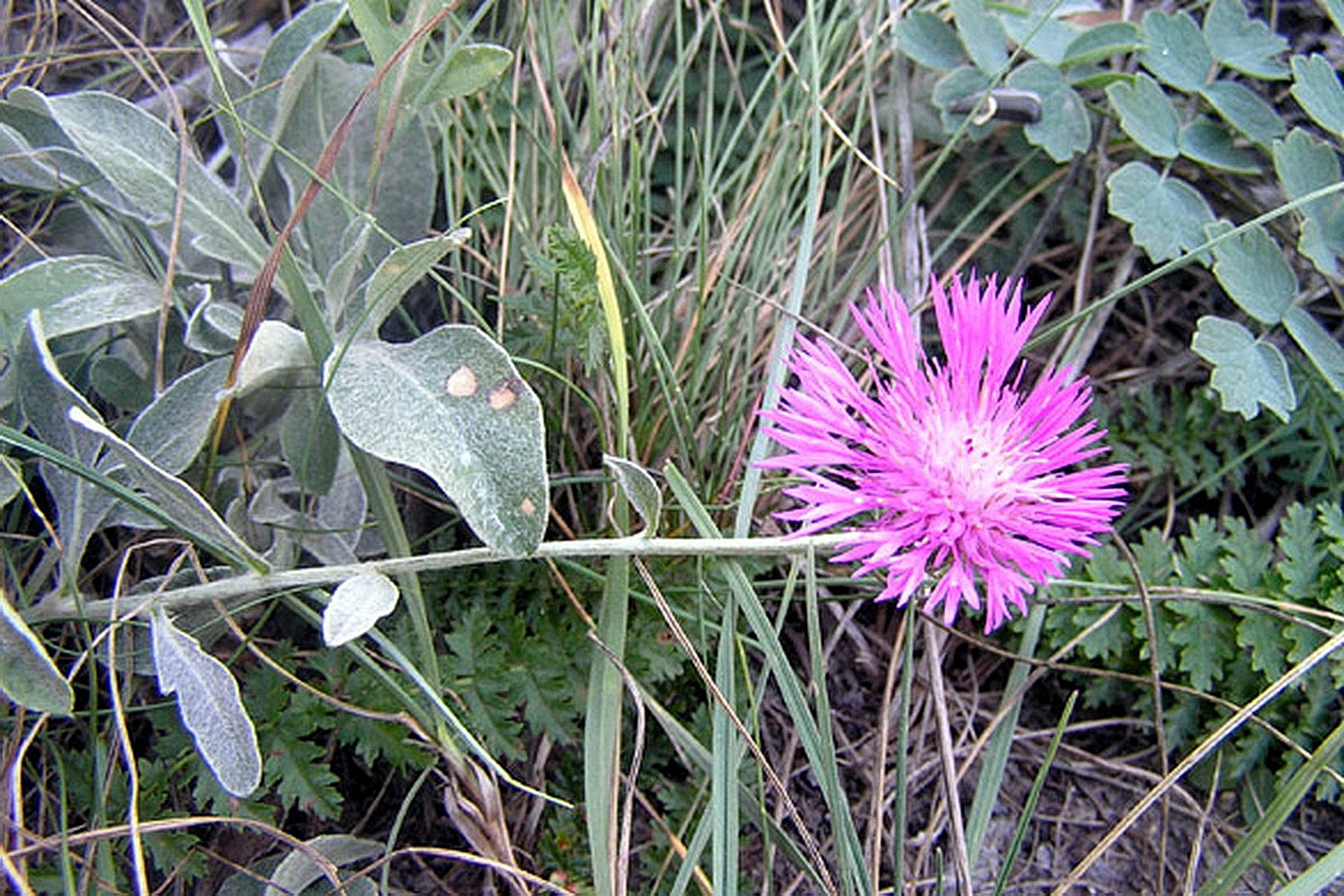
На о. Хортиця (Запоріжжя)

Багаторічна трав'яниста рослина з повзучим, висхідним, одягненим волокнистими рештками відмерлих листків кореневищем, яке часто вгорі розгалужене і випускає, крім квітконосних стебел, ще вкорочені пагони з розеткою прикореневих листків. Квітконосні стебла по 1—2 виходять із пазух листків, полеглі, 4—20 см заввишки, прості або трохи розгалужені, густо вкриті довгими волосками, під кошиками більш-менш потовщені. Листки крапчасто-залозисті, густо волосисті, зісподу білі від повстистого запушення. Прикореневі листки на більш-менш довгих черешках, з довгастою (3—6 × 2—4 см) пластинкою, перисто- або двоперистороздільною на довгасті або довгасто-яйцеподібні частки.  Стеблові листки (3—3,5 × 1,8—2 см) цілісні або перистороздільні, з 1—2 частками з кожного боку: верхівкові листки значно дрібніші за середні, лінійні (10—15 × 1,5—2 мм). 
Квітки зібрані в поодинокі кошики, розташовані на верхівках квіткових стебел, вгорі підведених. Обгортка коротко-яйцеподібна, близько 15 мм завдовжки, 12–14 мм завширшки, більш-менш сплюснута, її листочки лише частково прикриті придатками. Зовнішні листочки ланцетні або широко яйцеподібні (4—6 × 2—2,5 мм). Придатки зовнішніх і середніх листочків обгортки яйцеподібні або довгасто-трикутні, світло-коричневі, по краях з більш-менш численними бахромками. Квітки пурпурові, крайові до 25 мм завдовжки, серединні — 12—15 мм завдовжки. Плід — сім'янка, 3,5–4 мм завдовжки, бурувата; чубчик 1—1.5 мм завдовжки з рудуватих нерівних волосків.
Цвіте в травні—червні, іноді — восени. Запилення здійснюють комахи (ентомофілія). Поширення насіння відбувається переважно вітром (анемохорія).

## Поширення
Південнопонтичний ендем. Ареал виду охоплює Болгарію, Румунію, Молдову, Україну і південь Росії.
В Україні вид спорадично трапляється в південних областях.

## Екологія

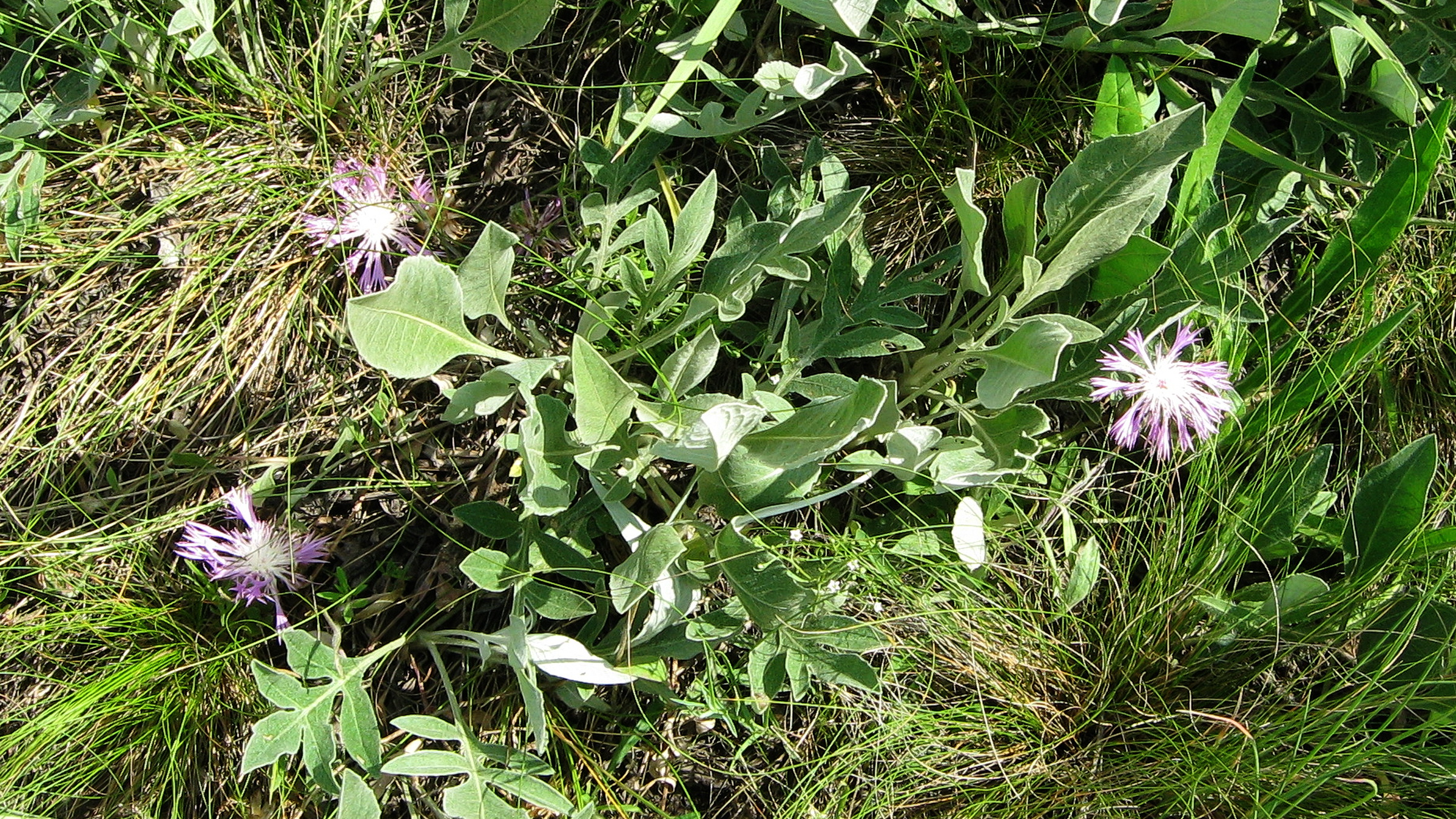
В урочищі Вирва (Національний заповідник «Хортиця»)

Волошник Маршаллів — короткокореневищний трав'янистий багаторічник, за сезонним життєвим циклом належить до гемікриптофітів.
Рослина світлолюбна, але здатна витримувати короткочасне помірне затінення (сціогеліофіт), посухостійка (ксерофіт), морозостійка (добре витримує ранньовесняні й пізньоосінні приморозки), відносно невибаглива до плодючості ґрунтів (мезотроф).
Є типовим мешканцем відкритих, переважно кам'янистих, ландшафтів (степовий петрофіт). У межах ареалу зростає на кам'янистих оголеннях, в петрофітних степах, на галявинах серед сухих дібров, в Україні – на вапнякових оголеннях і степових схилах.
В умовах Запорізької області зростає на кам'янистих відслоненнях і прилеглих ділянках петрофітного та псамофітного степу.

## Охоронний статус
В Україні вид перебуває під охороною — занесений до офіційних переліків регіонально рідкісних видів рослин Запорізької, Івано-Франківської, Тернопільської і Хмельницької областей.
У Запорізькій області охороняється в Національному заповіднику «Хортиця».

## Практичне значення
Широко використовується в декоративному садівництві в групових або змішаних посадках, рабатках та бордюрах, а також як ґрунтопокривна рослина, здатна утворювати куртини.